# Malleville-sur-le-Bec
Malleville-sur-le-Bec è un comune francese di 220 abitanti situato nel dipartimento dell'Eure nella regione della Normandia.

## Società

### Evoluzione demografica
Abitanti censiti